# Mammillaria sartorii
Mammillaria sartorii (укр. Мамілярія Сарторіуса, мамілярія сарторі) — сукулентна рослина з роду мамілярія (Mammillaria) родини кактусових (Cactaceae).

## Історія

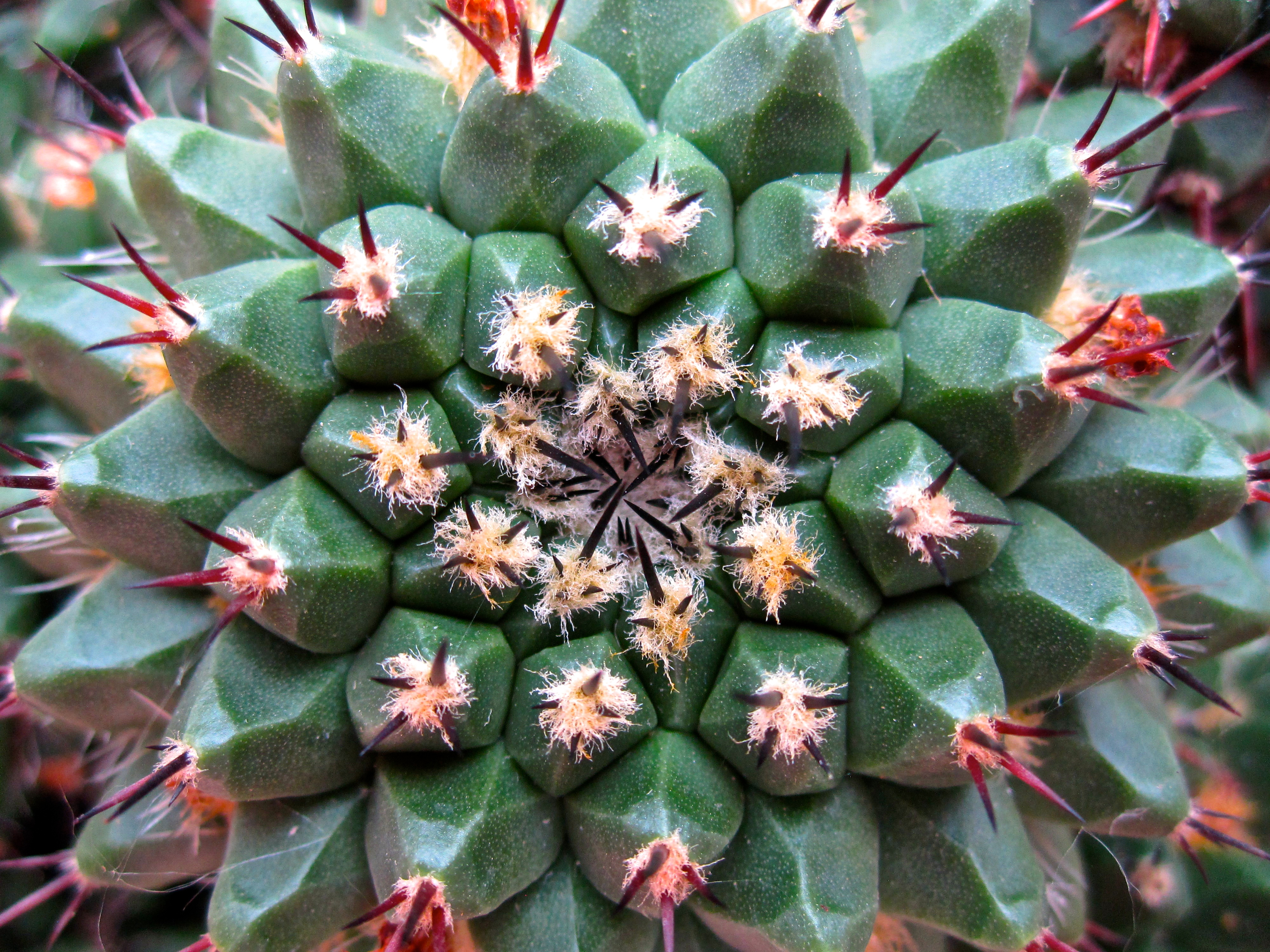
Верхівка Mammillaria sartorii з молодими мамілами

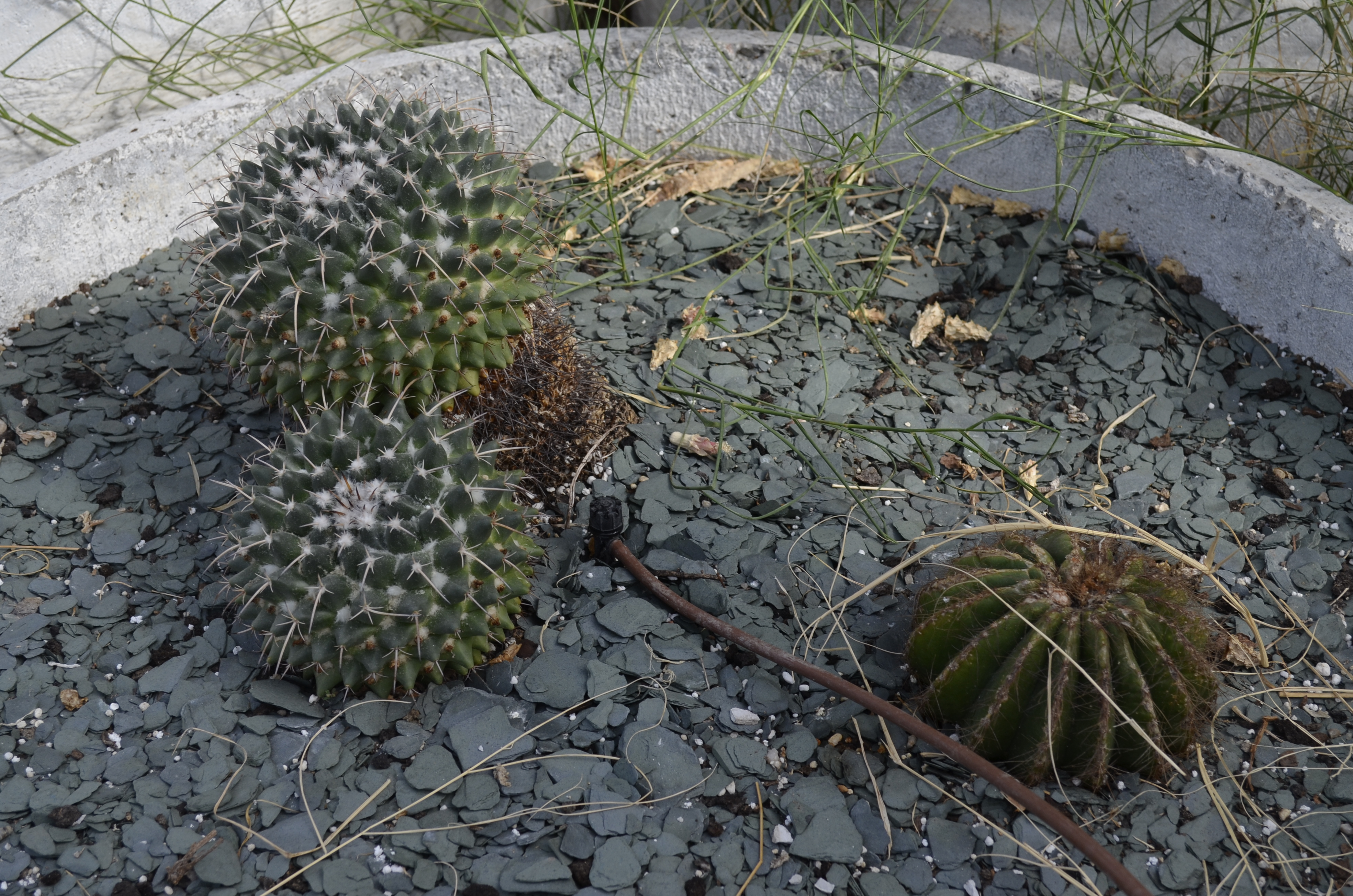
Mammillaria sartorii і Parodia magnifica в культурі

Вид вперше описаний німецьким ботаніком, Йозефом Антоном Пурпусом (нім. Joseph Anton Purpus, 1860—1932) у 1911 році у виданні нім. «Monatsschrift für Kakteenkunde».

## Етимологія
Видова назва дана на честь німецького бізнесмена, плантатора і колекціонера рослин в Мексиці Карлоса Сарторіуса.

## Ареал і екологія
Mammillaria sartorii є ендемічною рослиною Мексики. Ареал розташований у штаті Веракрус. Також є повідомлення, що його знаходили в Сьєрра-де-Абра-Танчіпа в Сан-Луїс-Потосі, однак це потребує додаткового підтвердження. Рослини зростають на висоті від 200 до 1000 метрів над рівнем моря в тропічному широколистяному лісі на вулканічних скелях.

## Морфологічний опис
| Орган              | Опис |
| Рослини            | формують групи. |
| Коріння            | |
| Стебло             | кулясте до дещо подовженого, але зазвичай з плоскою вершиною, до 10 см заввишки, в діаметрі 8-12 см.                            |
| Епідерміс          | темно-сірувато-блакитно-зелений.                                                                                                |
| Маміли             | близько розташовані, пірамідальні, в основі чотирьох-сторонні, з молочним соком.                                                |
| Ареоли             | |
| Аксили             | з щільним білим до жовтого відтінку пухом і рідкісними до чисельних щетинками.                                                  |
| Центральні колючки | 2-10, у вищій мірі варіабельні (мінливі), кілька субцентральних колючок коричнево-білі з коричневими кінцями, завдовжки 1-8 мм. |
| Радіальні колючки  | близько 12, іноді відсутні, білі, подібні до щетинок, завдовжки 1-2 мм.                                                         |
| Квіти              | блідо-кармінові з темнішими центральними прожилками на пелюстках, до 20 мм завдовжки і в діаметрі.                              |
| Бутони             | |
| Зовнішні пелюстки  | |
| Внутрішні пелюстки | |
| Тичинки            | |
| Маточка            | |
| Плоди              | червоні, до 15 мм завдовжки. |
| Насіння            | дуже маленьке, коричневе. |

## Чисельність, охоронний статус та заходи по збереженню
Mammillaria sartorii входить до Червоного списку Міжнародного союзу охорони природи видів, з найменшим ризиком (LC).
Вид має порівняно невеликий діапазон зростання, однак, росте дуже рясно і немає відомих серйозних загроз для нього. Поточний тренд чисельності рослин стабільний.
Вид зустрічається в межах заповідника «Абра-Танчіпа».
Охороняється Конвенцією про міжнародну торгівлю видами дикої фауни і флори, що перебувають під загрозою зникнення (CITES).

## Використання та торгівля
Вид має декоративне використання, однак його культивують і дикі популяції не зачіпаються.

## Утримання в культурі
Вид поширився в культурі після його повторного відкриття в 1970-х. Вирощувати його нескладно, він швидко росте і утворює колонії.